# Zelandotipula tuberculifera
Zelandotipula tuberculifera är en tvåvingeart som först beskrevs av Alexander 1954.  Zelandotipula tuberculifera ingår i släktet Zelandotipula och familjen storharkrankar.
Artens utbredningsområde är Peru. Inga underarter finns listade i Catalogue of Life.